# S-Bahn van Salzburg

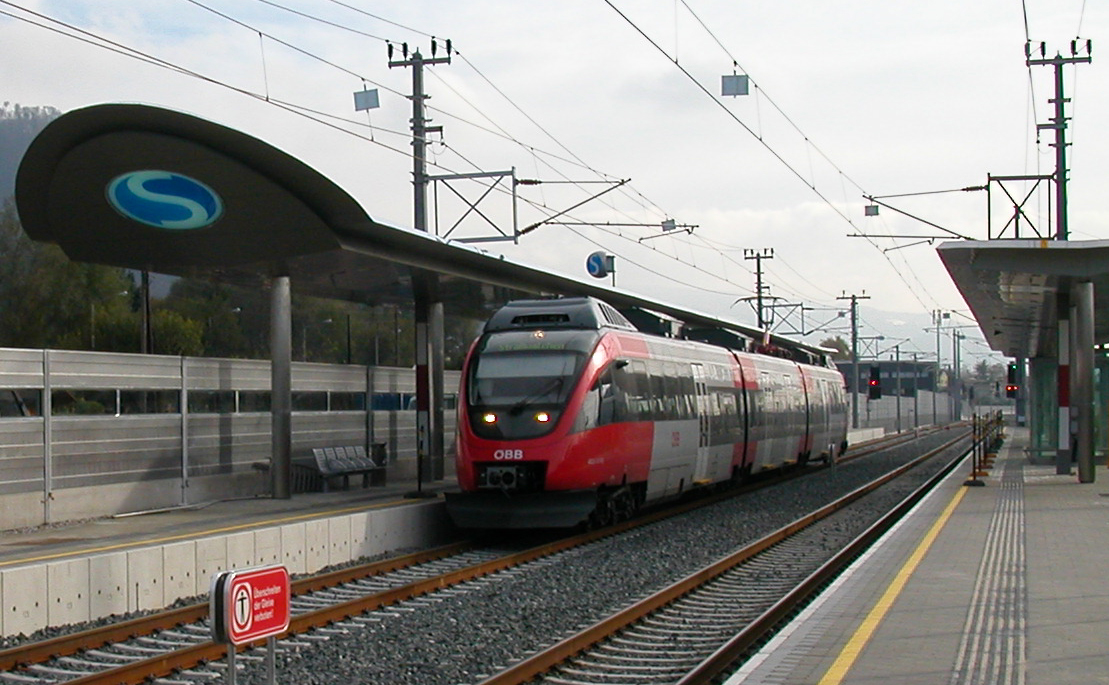
Station Sam met S-Bahn materieel ÖBB

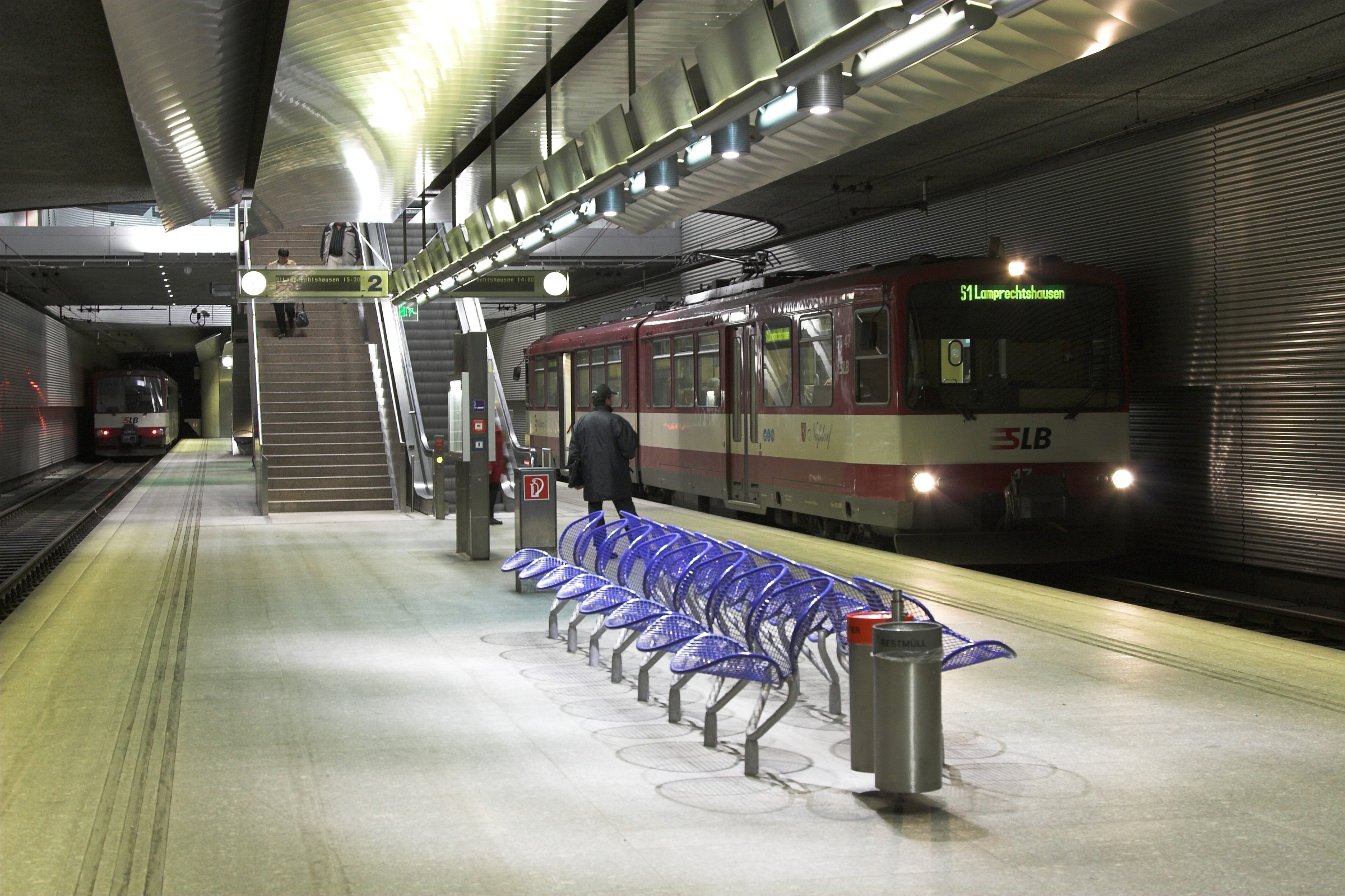
Ondergronds station van de Salzburger Lokalbahn

De S-Bahn van Salzburg is een S-Bahn-netwerk in en rond de stad Salzburg, Oostenrijk. Het netwerk is in 2004 opgezet door een samenwerking tussen drie vervoerders: de Österreichische Bundesbahnen, de Salzburger Lokalbahn en de Berchtesgadener Land Bahn.

## Lijnen
| Lijn | Traject                                                                                             | exploitant |
| ---- | --------------------------------------------------------------------------------------------------- | ---------- |
| S 1  | Salzburg Hauptbahnhof –Bürmoos–Lamprechtshausen                                                     | SLB        |
| S 11 | Salzburg Hauptbahnhof–Bürmoos–Ostermiething                                                         | SLB        |
| S 2  | Salzburg Hauptbahnhof–Straßwalchen                                                                  | ÖBB        |
| S 3  | Bad Reichenhall – Freilassing – Salzburg Hbf – Golling-Abtenau – Schwarzach-St.Veit ( – Saalfelden) | ÖBB        |
| S 4  | Freilassing–Bad Reichenhall-Berchtesgaden                                                           | BLB        |

## Dienstverlening
Lijnen S1 en S3 rijden met intervallen van 30 minuten. In de spits om de 15 minuten. Lijnen S2, S4 en S11 rijden om het uur (met kleinere intervallen tijdens de spits).
Alhoewel de S-Bahn lijnen door verschillende bedrijven  worden bereden, bestaat er een gezamenlijk tariefverbond, dat in de handen van de Salzburger Verkehrsverbund is. Hierdoor hoeft men bij een overstap op een lijn van een andere vervoerder geen nieuwe kaartje te betalen.
Alle S-Bahn lijnen komen samen in het Salzburg Hauptbahnhof, wat dit station het belangrijkste knooppunt van het netwerk maakt. Hier kan men tevens overstappen op nationale en internationale treinen van de ÖBB en de DB. De eindpunten van lijn S1 liggen onder de Sudtiroler Platz voor het station.

## Toekomst

### S-Link
Een ondergrondse verlenging van de sneltram S1 vanaf het hoofdstation onder het centrum als Regionalstadtbahn Salzburg, sinds 2020 S-Link genoemd, is in onderzoek. In mei 2024 kreeg een eerste tunneltraject, tot aan de Mirabelplatz een milieueffectrapport. Latere fases zouden Hallein kunnen bereiken.